# Йорктаун (Вірджинія)
Йорктаун (англ. Yorktown) — переписна місцевість (CDP) в США, в окрузі Йорк штату Вірджинія. Населення — 221 особа (2020). Адміністративний центр округу, одне з восьми «графств», сформованих в колонії Вірджинія 1634 року.
Місто відоме переважно як місце облоги та подальшої капітуляції генерала Корнволліса генералу Джорджу Вашингтону під час американської війни за незалежність 19 жовтня 1781. Поразка у Йорктауні стала тяжким ударом для Англії, яка вирішила наперед результат війни, і стала останнім великим боєм на суші. Йорктаун знову опинився в районі бойових дій під час американської громадянської війни (1861–1865).

## Географія
Йорктаун розташований за координатами 37°14′2″ пн. ш. 76°31′6″ зх. д. / 37.23389° пн. ш. 76.51833° зх. д. (37.234015, -76.518202).  За даними Бюро перепису населення США в 2010 році переписна місцевість мала площу 1,66 км², з яких 1,64 км² — суходіл та 0,03 км² — водойми.

## Демографія
Згідно з переписом 2010 року, у переписній місцевості мешкало 195 осіб у 109 домогосподарствах у складі 56 родин. Густота населення становила 117 осіб/км².  Було 126 помешкань (76/км²).
Расовий склад населення:
| - 91,8 % — білих - 6,7 % — чорних або афроамериканців - 0,5 % — азійців - 1,0 % — осіб інших рас |

До двох чи більше рас належало 0,0 %. Частка іспаномовних становила 1,5 % від усіх жителів.
За віковим діапазоном населення розподілялося таким чином: 8,7 % — особи молодші 18 років, 56,4 % — особи у віці 18—64 років, 34,9 % — особи у віці 65 років та старші. Медіана віку мешканця становила 58,4 року. На 100 осіб жіночої статі у переписній місцевості припадало 101,0 чоловіків;  на 100 жінок у віці від 18 років та старших — 95,6 чоловіків також старших 18 років.
Середній дохід на одне домашнє господарство  становив 68 759 доларів США (медіана — 62 750), а середній дохід на одну сім'ю — 143 517 доларів (медіана — 124 107). 
Цивільне працевлаштоване населення становило 74 особи. Основні галузі зайнятості: виробництво — 21,6 %, освіта, охорона здоров'я та соціальна допомога — 20,3 %, фінанси, страхування та нерухомість — 18,9 %.

## Історія

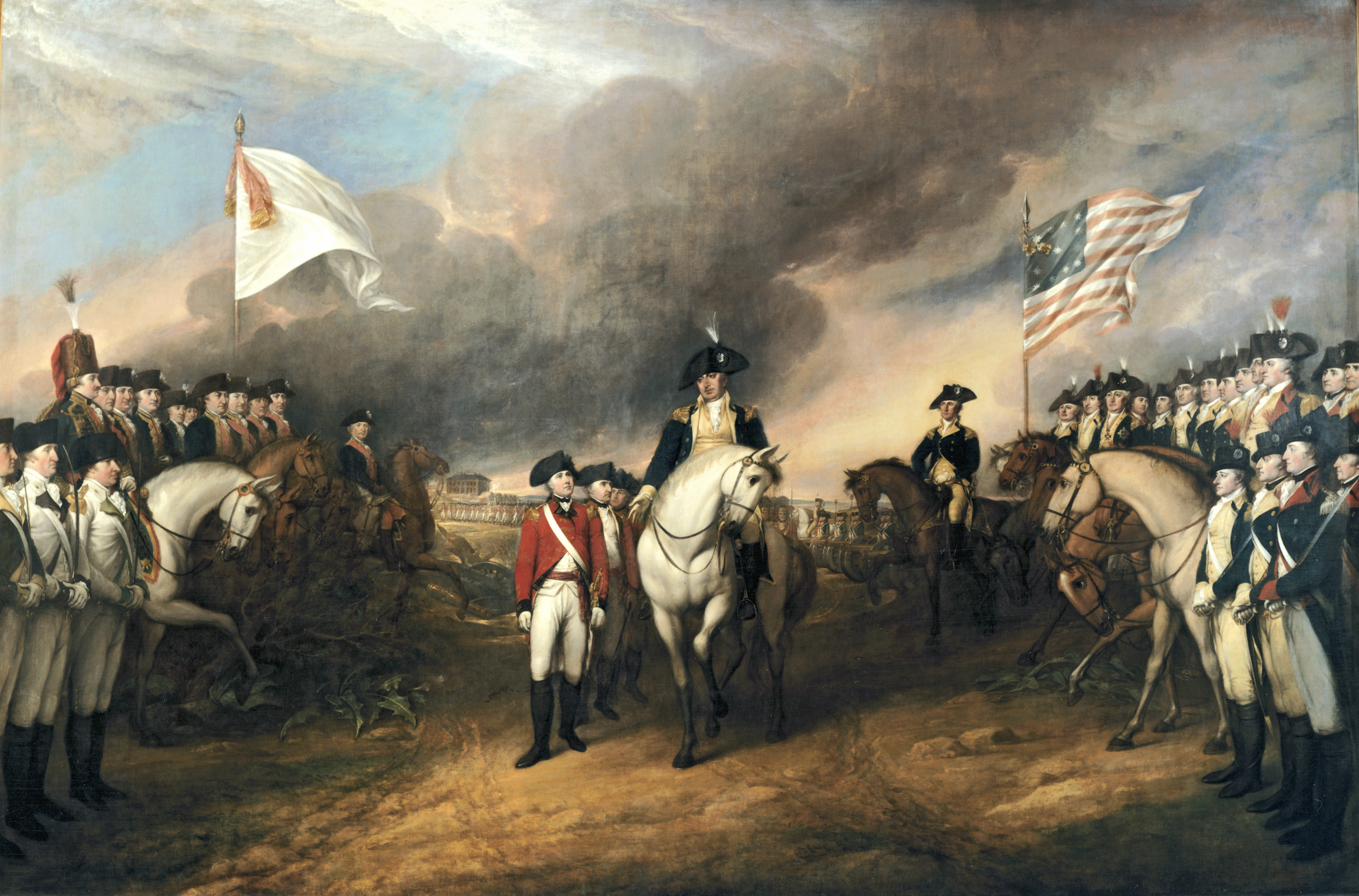
Капітуляція лорда Корнволліса під Йорктауном 1781 року.

Йорктаун, названий за іменем стародавнього англійського міста Йорка в Йоркширі, було засноване в 1691 році як порт для відвантаження тютюну в Європу. Адвокат Томас Баллард був основним засновником міста поряд з Джозефом Рингом. Місто називали «Йорк» до закінчення американської війни за незалежність, коли увійшло в оборот назва «Йорктаун».
Місто досягло висоти свого успіху приблизно в 1750, коли у ньому було 250–300 будівель та населення майже в 2000 осіб. Це була база британського генерала Чарльза Корнволліса під час облоги 1781, яка була останнім головним боєм американської війни за незалежність.
Під час Кампанії на Півострові (1862) американської громадянської війни, місто було захоплене федеральною армією після облоги та битви у Йорктауні. Потомакська армія стала використовувати його як базу постачання.
Пам'ятник Перемозі під Йорктауном зараз розташований трохи осторонь від міста. Його спроєктував нью-йоркський архітектор Річард Моріс Гант та спочатку він був увінчаний статуєю перемоги (Джона Квінсі Адамса Варда), але статуя була зруйнована блискавкою в 1942 році. Пам'ятник замінив Оскар Дж. В. Гансен в 1957 році.